# Popradské pleso
Popradské pleso (deutsch Poppersee, ungarisch Poprádi-tó, polnisch Popradzki Staw) ist ein Gebirgssee (slowakisch pleso) auf der slowakischen Seite der Hohen Tatra.

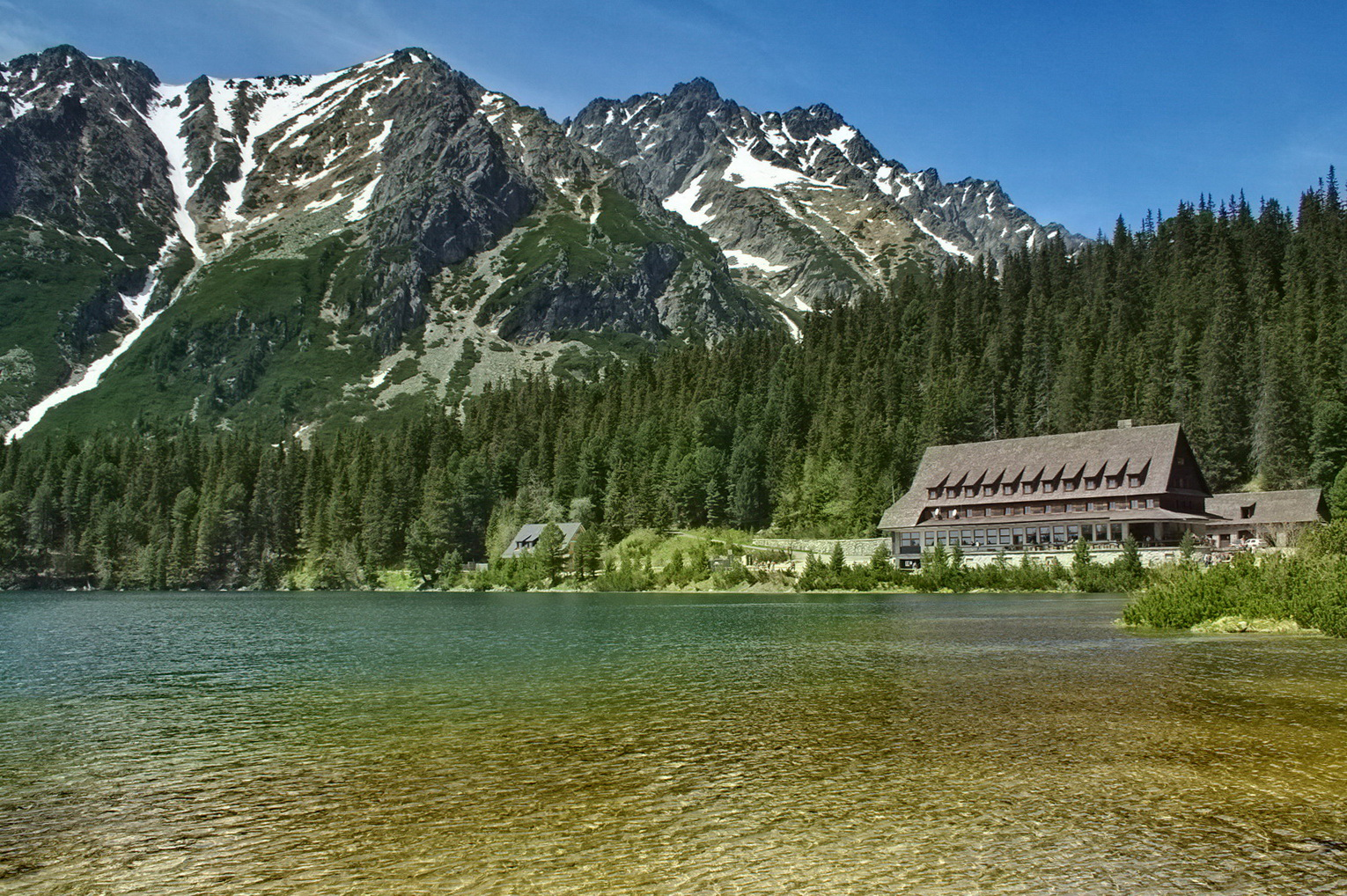
Am Ufer

Er befindet sich im Tal Mengusovská dolina (deutsch Mengsdorfer Tal) und seine Höhe beträgt 1494 m n.m. Seine Fläche liegt bei 6,87 ha, er misst etwa 380 × 250 m und ist bis zu 17,6 m tief. Im See leben autochthon Bachforellen. Der einzige oberirdische Zufluss ist der Ľadový potok (deutsch Eisbach) im Osten, einziger Abfluss ist die Krupá im Süden, die weiter flussabwärts sich mit dem Hincov potok zum Fluss Poprad vereinigt. Der See ist im Durchschnitt von etwa Mitte November bis Mitte Mai zugefroren. Am Nordufer des Sees liegen zwei Berghütten, die Majláthova chata (deutsch Majláthhütte) und die Chata pri Popradskom plese (deutsch wörtlich Hütte am Poppersee).
Erreichbar ist der Popradské pleso ganzjährig über eine asphaltierte Forststraße (blauer Wanderweg) von der Haltestelle Popradské pleso der Elektrischen Tatrabahn (1:00 h) oder über den roten Wanderweg vom Ort Štrbské Pleso aus (1:00 h im Sommer, 1:15 h im Winter). Die Anfahrt mit dem Auto ist nur mit einer Sondergenehmigung möglich. Nur im Sommer kann man den See mit dem Wanderweg Tatranská magistrála vom Berghotel Sliezsky dom über den Gebirgssee Batizovské pleso erreichen (3:30 h). Vom Popradské pleso aus kann man Wanderungen auf umliegende Ziele rund um das Tal Mengusovská dolina sowie im Hochkessel Kotlina Žabích plies (deutsch Froschseetal) unternehmen, unter anderem zum größten Gebirgssee der Slowakei, Veľké Hincovo pleso, oder auf den polnisch-slowakischen Grenzberg Rysy.
Etwa 10 Gehminuten südlich des Sees liegt der Symbolische Friedhof der Opfer der Hohen Tatra.

## Name

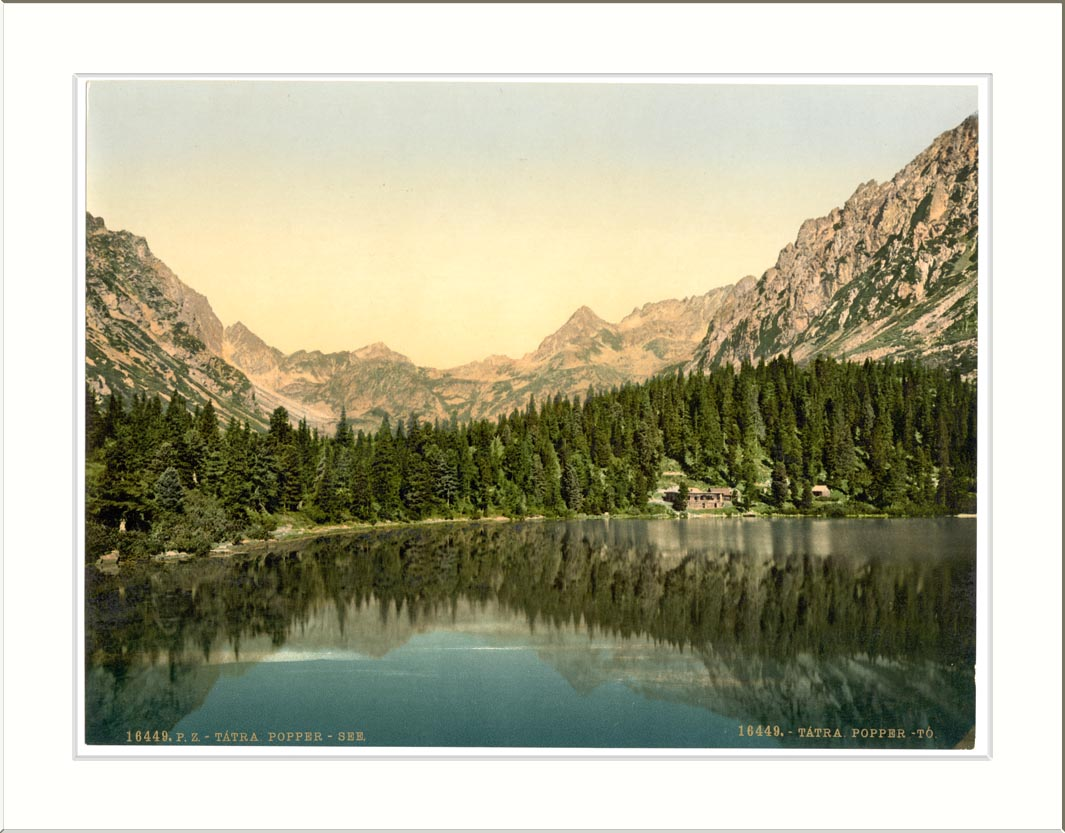
Historisches Bild des Sees

Der Name Popradské pleso hat nichts mit der etwa 25 Kilometer entfernten Stadt Poprad gemeinsam, sondern leitet sich von der Tatsache, dass der Abflussbach Krupá ein Quellfluss des Poprad ist, ab. Der Name Poppersee wird schon im Werk Bibliotheca seu Cynosura Viatorum (1644) des Käsmarker Gelehrten David Frölich erwähnt. Der Polyhistor Matthias Bel nutzte im Jahr 1736 den Namen Rybie pleso (wörtlich Fischsee), weil südlich des Tatra-Hauptkamms nur in diesem See Fische lebten. Da dies zugleich auch ein Name des heute als Meerauge bekannten Sees in Polen war, hieß der Popradské pleso zur Unterscheidung auch Malé Rybie pleso (deutsch Kleiner Fischsee). Im 19. Jahrhundert sprach man auch vom Mengusovské pleso (deutsch Mengsdorfer See) aufgrund der damaligen Zugehörigkeit zur Gemeinde Mengusovce. Letztendlich hat sich aber der Name Popradské pleso durchgesetzt.